# Кварцовий порфір
Кварцовий порфір (рос. кварцевый порфир, англ. quartz porphyry, нім. Quarzporphyr m) — палеотипна кисла гірська порода порфірового типу.

## Опис
Кварцовий порфір містить: кварцу (20 %), калієво-натрієвого польового шпату (40-90 %), плагіоклазу (10-60 %). Структура порфірова. Вкрапленики (30-35 %) представлені олігоклазом, ортоклазом. Присутній біотит, піроксен і бура рогова обманка. Забарвлення буре, червоно-буре, сіро-зелене.

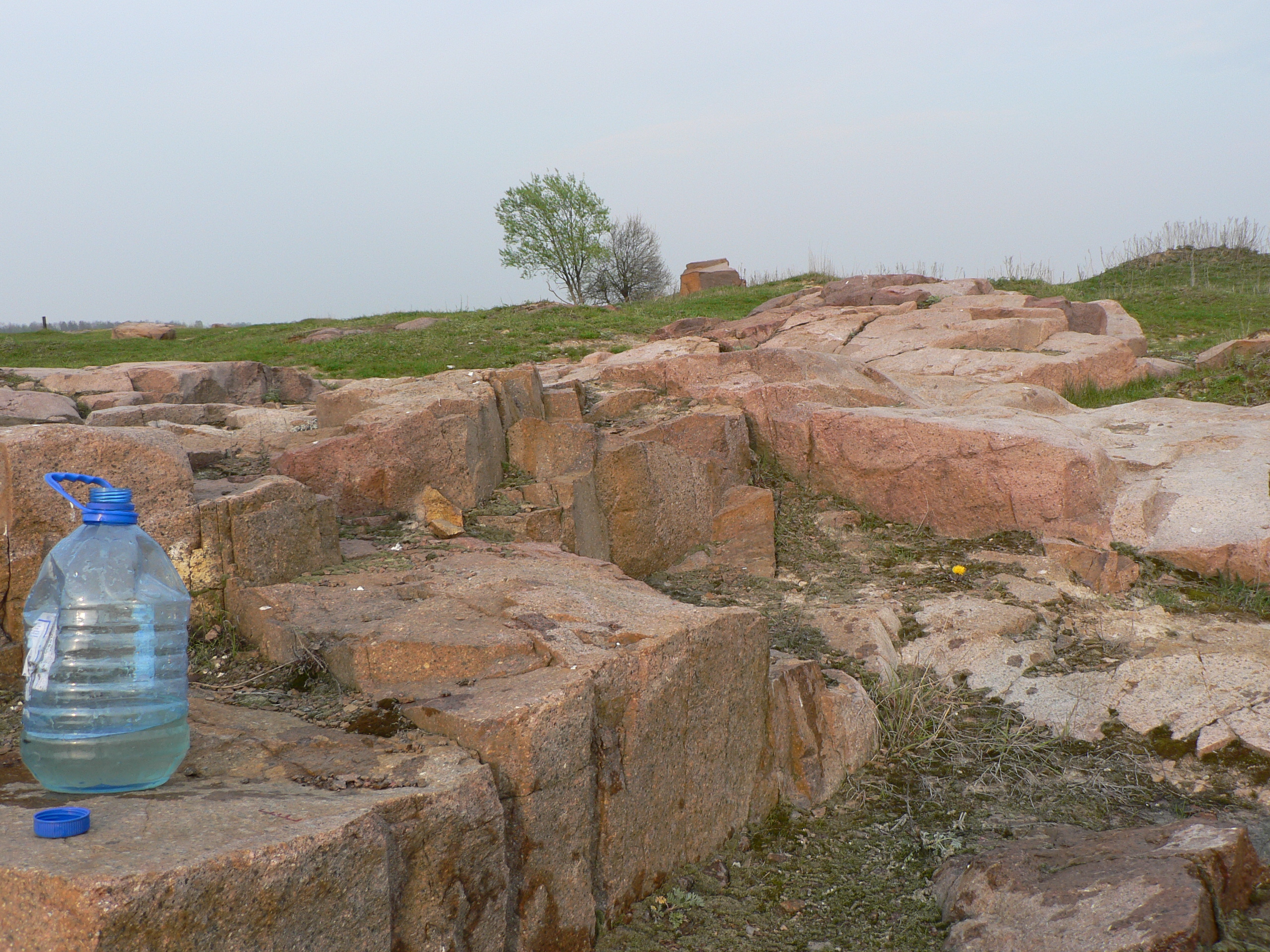
Відслонення кварцових порфірів біля с. Красилівки, Овруцький кряж, Україна

Середній хімічний склад кварцового порфіру за Р. Делі (%):
| Сполука | %     |
| ------- | ----- |
| SiO2    | 72,36 |
| TiO2    | 0,33  |
| Al2O3   | 14,17 |
| Fe2О3   | 1,55  |
| FeO     | 1,01  |
| MnO     | 0,09  |
| MgO     | 0,52  |
| CaO     | 1,38  |
| Na2O    | 2,85  |
| K2O     | 4,56  |
| H2O     | 1,09  |
| Р2O5    | 0,09  |

Міцність на стиснення 140—270 МПа; густина 2,67.
Поширення: Охотсько-Чукотський вулканічний пояс, Алтай, Середня Азія, Урал, Крим, Малий Кавказ, ФРН, Угорщина, Італія, США (Каліфорнія, Аляска), Мексика, Франція, Велика Британія, Нова Зеландія та інші.
З породами кварцового порфіру пов'язані родовища перлітів, а також мідно-порфірові або мідно-вкраплені руди.